# Shake & Shake/ナイトウォーカー
「Shake & Shake/ナイトウォーカー」(シェイクアンドシェイク/ナイトウォーカー)は、日本のロック・バンド、sumikaのメジャー6枚目、通算11枚目となるシングル。2021年6月2日にソニー・ミュージックレコーズよりリリース。

## 背景とリリース
前作「本音/Late Show」から5か月ぶりとなるリリース。
TVアニメ『美少年探偵団』オープニングテーマの「Shake & Shake」と「ナイトウォーカー」からなる両A面シングルである。
「ナイトウォーカー」はアルバム『For.』には未収録になっている。

## 収録内容
1. Shake & Shake
  - TVアニメ『美少年探偵団』オープニングテーマ。
  - 2021年4月18日より各種配信サイトにて先行配信された。
2. ナイトウォーカー
3. Shake & Shake (Instrumental)
4. ナイトウォーカー (Instrumental)